# Пожаревац аутлоси
Аутлоси Пожаревац су клуб америчког фудбала из Пожаревца, у Србији. Основани су 2003. године и тренутно не наступају ни у једном рангу талмичења у Србији. Учествовали су у сезонама 2005, 2006, 2007. и 2008.